# Гельмут Даутер
Гельмут Даутер (нім. Helmut Dauter; 9 серпня 1919, Данциг — 30 квітня 1987, Аренсбург) — німецький офіцер-підводник, оберлейтенант-цур-зее крігсмаріне. Кавалер Німецького хреста в золоті.

## Біографія
9 жовтня 1937 року вступив на флот. З грудня 1939 року — 3-й вахтовий офіцер на торпедному катері «Ільтіс». В лютому 1940 року відряджений в авіацію. В січні-липні 1941 року пройшов курс підводника. З липня 1941 року — 1-й вахтовий офіцер на підводному човні U-545. З червні-липні 1942 року пройшов курс командира човна. З 1 серпня 1942 року — командир U-448, на якому здійснив 4 походи (разом 213 днів у морі). 14 квітня 1944 року U-448 був потоплений в Північній Атлантиці північно-східніше Азорських островів (46°22′ пн. ш. 19°35′ зх. д.) глибинними бомбами канадського фрегата «Свонсі» і британського шлюпа «Пелікан». 9 членів екіпажу загинули, 42 (включаючи Даутера) були врятовані і взяті в полон. 24 листопада 1947 року звільнений.

## Звання
- Кандидат в офіцери (9 жовтня 1937)
- Морський кадет (28 червня 1938)
- Фенріх-цур-зее (1 квітня 1939)
- Оберфенріх-цур-зее (1 березня 1940)
- Лейтенант-цур-зее (1 травня 1940)
- Оберлейтенант-цур-зее (1 квітня 1942)

## Нагороди
- Нагрудний знак спостерігача (1940)
- Залізний хрест
  - 2-го класу (1940)
  - 1-го класу (травень 1942)
- Нагрудний знак пілота (березень 1942)
- Німецький хрест в золоті (13 листопада 1943)